# Нидерландская колонизация Америки
Голландские торговые посты и плантации в Америке предшествовали началу более известной колонизационной деятельности голландцев в Азии. Если первый голландский форт в Азии был построен в 1600 году (на территории современной Индонезии), то первые форты и поселения на реке Эссекибо в Гайане и на Амазонке датируются 1590-ми годами. Фактическая колонизация с образованием поселений голландцев на новых землях была не такой частой, как у других европейских народов. Многие голландские поселения до конца XVI века были потеряны или брошены, хотя Нидерландам удалось сохранять Суринам, пока тот не получил независимость в 1975 году, а также Нидерландские Антильские острова, которые остаются в составе Королевства Нидерландов и поныне, разделённые на шесть различных колоний.

## Северная Америка

### Карибы

#### Нидерландские Антильские острова
Голландская колонизация островов Карибского бассейна началась в 1620-х годах с островов Санта-Крус и Тобаго (1628), а затем в 1631 году были основаны поселения на островах Тортуга и Синт-Маартин (Сен-Мартен). Когда голландцы потеряли Синт-Маартин (и Ангилью, где они вскоре после прибытия на Синт-Маартин построили форт) в пользу испанцев, они поселились на Кюрасао и Синт-Эстатиусе. В 1648 году они вернули власть над половиной Синт-Маартина и с тех пор разделяли остров с Францией. Граница между двумя частями острова периодически менялась, пока в 1816 году не стала постоянной.
Некоторые острова голландцы захватили и укрепили, чтобы защищаться от испанских приступов во время Голландской войны за независимость от Испании и ради древесины и соли:
- Синт-Маартин в 1618 году
- Бонайре в 1634 году
- Кюрасао в 1634 году
- Синт-Эстатиус в 1636 году
- Арубу в 1637 году
- Сабу в 1640 году
- Тортола, Верджин-Горда, Йост-ван-Дейк в 1640-х.

К середине XIX века нынешний венесуэльский остров Авес из архипелага Авес, архипелаг Лос-Рокес и остров Орчила принадлежали Голландской Вест-Индии.
Нидерландские Антильские острова остались владением Нидерландов. В 1954 году им было предоставлено самоуправление. В 1986 году Аруба, особняком от других островов, получила автономию. 10 октября 2012 года Нидерландские Антилы прекратили своё существование: Кюрасао и Синт-Маартин стали самоуправляемыми государствами со значительной автономией (status aparte) в составе Королевства Нидерландов, в то время как Бонайре, Саба и Синт-Эстатиус получили статус специальных муниципалитетов Нидерландов (статус, близкий к заморским департаментам Франции).

#### Тобаго
Нидерланды многократно пытались колонизировать остров на протяжении XVII века. Но каждый раз их соперники из других европейских стран уничтожали их колонию. Голландские поселения на Тобаго существовали:
- 1628—1637 годы, уничтожили испанцы.
- 1654—1666 годы, завоевали британцы, уничтожили французы.
- 1672 год, уничтожили британцы.
- 1676—1677 годы, уничтожили французы.

#### Виргинские острова
В 1625 году, в том же году, что и британцы, голландцы основали базу на острове Санта-Крус. Впоследствии к голландцам присоединились французские протестанты, но из-за конфликта с британской колонией они покинули Санта-Крус около 1650 года. Около 1640 года голландцы основали поселение на острове Тортола и позже — на островах Анегада и Вирджин-Горда. Британцы захватили Тортолу в 1672 году, и Анегаду и Виджин-Горду в 1680 году.

### Современная территория США
В 1602 году правительство Республики Соединённых провинций основало Голландскую Ост-Индскую компанию (Vereenigde Oostindische Compagnie) для исследования нового пути в Индию и провозглашения всех неизведанных земель территориями Республики Соединённых провинций. Это привело к нескольким значительным экспедициям, которые привели к созданию провинции Новые Нидерланды. В 1609 году Голландская Ост-Индская компания наняла исследователя Генри Гудзона, который при попытке найти так называемый Северо-западный проход в Индию открыл и объявил часть современных Соединённых Штатов и Канады землями компании. В надежде, что это лучший маршрут для исследования, Гудзон вошёл в Верхний Нью-Йоркский залив, поднявшись вверх по реке, которая теперь называется его именем. В 1614 году Адриен Блок на корабле «Тигр» отправился в плавание по нижнему Гудзону; впоследствии на корабле «Onrust» («Беспокойный») исследовал Ист-Ривер и стал первым европейцем, который плавал по Хеллегату (сегодня — Хеллгейт) и вошёл в пролив Лонг-Айленд. Оставив пролив, он дошёл до острова Блока, который назван в его честь. По возвращении в Нидерланды Блок составил карту своего путешествия, в которой впервые применил название «Новых Нидерландов» к району между английской Вирджинией и французском Канадой, где он впоследствии получил эксклюзивные права на торговлю от голландского правительства; также на этой карте Лонг-Айленд был впервые показан как остров.
После первых торговых экспедиций в Америку в 1615 году голландцы основали форт Нассау на острове Касл-Айленд на реке Гудзон. Поселение использовалось в основном для торговли мехом с местным населением, и позже его заменил форт Оранж (сегодня город Олбани (Нью-Йорк). Оба форта были названы в честь Оранско-Нассауской нидерландской династии.
В 1621 году была основана новая компания — Голландская Вест-Индская компания — с монопольными правами на торговлю в Америке и Западной Африке. Основной голландской факторией в Северной Америке стал Новый Амстердам. В 1623 году был основан другой форт Нассау — на реке Делавэр вблизи города Глостер, ныне штат Нью-Джерси. В 1624 году первые колонисты, большинство из которых были валлоны и рабы компании, прибыли в новую провинцию, высадились на острове Говернорс и сначала были расселены по фортам Оранж, Вильгельмус и Кивитс Гок. В 1626 году директор Голландской Вест-Индской компании Петер Минневит (нидерл. Peter Minuit) выкупил остров Манхэттен у племени ленапе и начал строительство форта Амстердам, который стал главным портом и столицей — Новым Амстердамом. Позже колония расширилась в районы Павонии, Бруклина, Бронкса и Лонг-Айленда. На реке Коннектикут в 1633 году завершили строительство форта Доброй Надежды (нидерл. Huys de Goede Hoop), ныне это территория города Хартфорд (Коннектикут). Около 1636 года англичане из Ньютауна (ныне Кембридж, штат Массачусетс) поселились на северном берегу Парк-ривер. Согласно Хартфордскому договору, граница Новых Нидерландов была передвинута к западному Коннектикута, а в 1653 году англичане захватили голландский торговый пост. В 1664 году герцог Йоркский и Олбанский (впоследствии Яков II (король Англии)) отправил экспедицию, которая высадилась в заливе Нового Амстердама, угрожая нападением. После согласования условий капитуляции и значительно проигрывая англичанам по количеству людей, генерал-губернатор Питер Стёйвесант сдался. Провинцию Новый Амстердам переименовали в Нью-Йорк (происходит от английского титула Иакова), а форт Оранж — в форт Олбани (от шотландского титула). Земли между нижним Гудзоном и Делавэром были переданы новым владельцам и названы Нью-Джерси. Потеря Новых Нидерландов привела к Второй англо-голландской войне 1665—1667 годов. Конфликт закончился подписанием Бредского соглашения о мире, согласно которому Новые Нидерланды оставались за Англией в обмен на Суринам. С 1673 до 1674 года эти земли на короткое время вновь вернулись под правление голландцев в ходе Третьей англо-голландской войны, но вернулись к Англии по Вестминстерскому соглашению. В 1674 году голландский капитан военно-морского флота Юриен Арноутц захватил ненадолго две крепости французской колонии Акадо, которые он объявил Новой Голландией. Однако назначенный им управляющий Джон Род быстро потерял контроль над территорией после того, как Арноутц поехал на Кюрасао в поисках новых поселенцев. С эффективным контролем Акадо, оставшегося в руках Франции, голландский суверенитет существовал только на бумаге, пока Нидерланды не сдали свои позиции в Нимвегенских мирных договорах.

## Южная Америка

### Бразилия
Начиная с 1630 года Республика Соединённых провинций контролировала большинство территорий нынешней северо-западной Бразилии. В городе Ресифи находилась штаб-квартира Голландской Вест-Индской компании. Губернатор Иоганн Мауриц приглашал артистов и учёных для продвижения миграции в новую южноамериканскую колонию. Однако в 1649 году португальцы одержали важную победу над голландцами во Второй битве при Гуарараписе. 26 января 1654 года Республика Соединённых провинций сдалась и подписала капитуляцию, вернув контроль над всеми северо-восточными бразильскими землями Португалии. После завершения Первой англо-голландской войны в мае 1654 года Республика Соединённых провинций потребовала возвращения Новых Нидерландов (Голландской Бразилии). Под угрозой оккупации Лиссабона и повторной оккупации северо-восточной Бразилии португальцы, которые уже были втянуты в войну против Испании, согласились на требование голландцев. Однако новый голландский политический лидер Иоганн де Витт считал торговлю важнее, чем количество владений, поэтому 6 августа 1661 года Новая Голландия была продана Португалии в рамках Гаагского договора.

### Чили
В 1600 году голландский пират Себастьян Корд завоевал чилийский город Вальдивию. Через несколько месяцев он покинул город, и в 1642 году Голландская Ост-Индская и Вест-Индская компании отправили в Чили флот, чтобы отвоёвывать город Вальдивию и золотые прииски у испанцев. Экспедицией руководил голландский генерал Хендрик Брауэр. В 1643 году Брауэр завоевал Чилийский архипелаг и город Вальдивию. 7 августа 1643 года Брауэр умер, и руководство взял на себя его заместитель Элиас Геркманс. Вторая волна эмиграции из Нидерландов в Чили началась в 1895 году. С 1895 до 1897 года десять семей переселились из Голландии в Чили.
В начале XX века много голландцев приехали в Чили из Южной Африки, где они работали в основном на строительстве железной дороги. После англо-бурской войны, которая привела к присоединению бурских республик к Британской империи в 1902 году, чилийское правительство помогало голландцам эмигрировать в Чили.
4 мая 1903 года более двухсот голландцев на пароходе «Оропеса» отплыли из Ла-Рошели во Франции. 5 мая по железной дороге они добрались до конечного пункта назначения, города Питруфкен, который находится в 29 км к югу от административного центра области города Темуко. Другая группа голландцев прибыла вскоре после того в город Талькахуано на пароходах «Ораве» и «Орисса». Нидерландскую колонию в Донгвиле окрестили Новой Трансваальский колонией, где поселились более 500 семей, которые хотели начать новую жизнь. С 7 февраля 1907 года по 18 февраля 1909 года прибыли последние группы буров с семьями.
Ныне около 50 тысяч потомков голландцев проживают в Чили, в основном в таких городах, как Мальеко, Горбеа, Питруфкен, Фаха Майсан и Темуко.

### Гайана
Голландская Вест-Индская компания в 1616 году построила форт на реке Эссекибо. Голландцы торговали с индейцами и, как в Суринаме, основывали сахарные плантации, на которых работали африканские рабы. Поскольку побережье было под контролем голландцев, англичане основывали свои плантации западнее реки Суринам. Из-за конфликтов между двумя странами контроль над регионом несколько раз переходил из рук в руки, пока в 1796 году власть над этой территорией не получили британцы. В 1814 году Нидерланды уступили Великобритании колонии Эссекибо, Демерара и Бербис.

### Суринам
Европейская колония в Суринаме была основана в 1650-х годах британским губернатором Барбадоса лордом Фрэнсисом Уиллоуби. Во время Второй англо-голландской войны голландцы под предводительством Абрахама Кринсена захватили колонию. 31 июля 1667 года, согласно условиям Бредского соглашения, Нидерланды отдавали Новые Нидерланды (включая Новым Амстердамом, современный городом Нью-Йорк) в обмен на их сахарные плантации на побережье Суринама. В 1683 году Суринам был продан Голландской Вест-Индийской компании. В это время в колонии на основе труда африканских рабов развивалось сельское хозяйство. В течение Наполеоновских войн, с 1799 до 1816 года, Суринам был под контролём Британии, после их завершения снова вернулся к голландцам. В 1863 году Нидерланды отменили рабство и для продолжения развития экономики привозили рабочую силу по долговому договору с британских индийских колоний и голландских ост-индских. Внутреннее самоуправление было предоставлено в 1954 году, а в 1975 году Суринам получил полную независимость. Перспектива независимости заставила многих переехать в Нидерланды, особенно индийское меньшинство. Политическая нестабильность и экономический спад после провозглашения независимости привели к ещё большему уровню миграции в Нидерланды и США. Сообщество суринамцев в Нидерландах составляет почти столько же, сколько население самой страны, — более 450 тысяч человек.